# George Everest
Đại tá Sir George Everest (4 tháng 7 năm 1790- 1 tháng 12 năm 1866) là nhà địa lý học người Wales. Tên của ông đã được đặt cho ngọn núi Everest nổi tiếng
Sau khi tốt nghiệp trường quân đội, Everest đã gia nhập Công ty Đông Ấn và đến Ấn Độ năm 16 tuổi. Ông được chọn làm phụ tá cho William Lambton trong Cuộc khảo sát bản đồ lượng giác lớn, và đã thay thế Lambton làm người giám sát cuộc khảo sát bản đồ vào năm 1823. Everest chịu trách nhiệm chính trong việc khảo sát Vòng cung kinh tuyến từ điểm cực nam của Ấn Độ lên phía bắc đến Nepal, khoảng cách 2400 kilomet (1500 dặm), ông mất 35 năm từ 1806 đến 1841 để hoàn thành cuộc khảo sát này.  
Năm 1865, Hội Địa lý Hoàng gia Anh đổi tên Đỉnh XV - lúc bấy giờ là đỉnh cao nhất thế giới - để vinh danh Everest. Andrew Scott Waugh, người cấp dưới của ông và là một viên chỉ huy khảo sát kế nhiệm ông, đã chịu trách nhiệm cho việc đặt tên ông cho đỉnh núi vào năm 1856. Tên của Everest được lấy bởi vì rất khó tìm để đặt một cái tên địa phương cho ngọn núi. Ban đầu ông từ chối vinh dự này vì cho rằng tên ông rất khó để viết hoặc phát âm bằng tiếng Hindi
1. ↑  Tóm tắt phát minh và sự kiện khoa học, Hồ Cúc, xuất bản năm 2009

Everest sinh ngày 4 tháng 7 năm 1790, nhưng thông tin về ngày sinh của ông có thể không chính xác. Ông được rửa tội tại Nhà thờ Thánh Alfege , Greenwich, London, vào ngày 27 tháng 1 năm 1791.